# ヤガ県
ヤガ県(Yagha)はブルキナファソのサヘル地方の県。
県都はセバ。
2006年の人口は約15.9万人。
面積は約6500km2。

## 行政区画

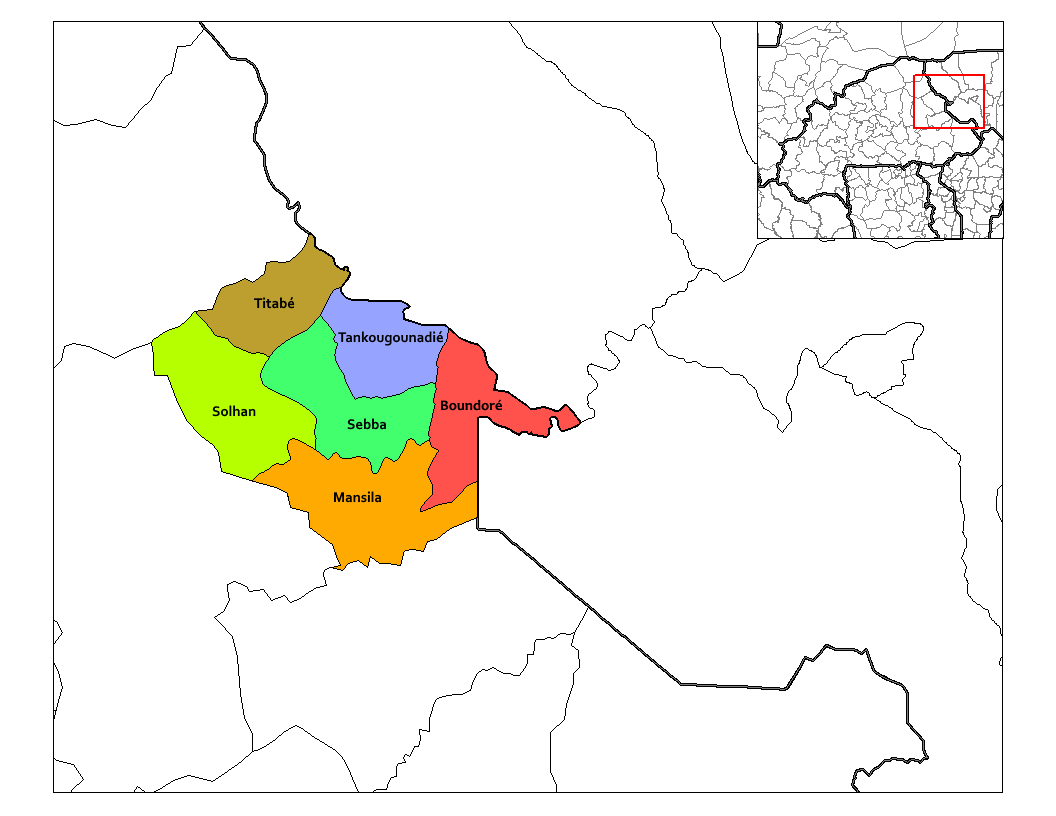
ヤガ県の郡

- セバ郡

## 地理
- 北～南東：ニジェール
- 南：コモンジャリ県
- 西：グナグナ県
- 北西：セノ県